# Viesturs Meijers
Viesturs Meijers   (Limbaži, 5 de desembre de 1967 - 9 de novembre de 2024) va ser un jugador d'escacs letó que tenia el títol de Gran Mestre des de 2004.
A la llista d'Elo de la FIDE del desembre de 2021, hi tenia un Elo de 2421 punts, fet que en feia el jugador número 7 (en actiu) de Letònia, El seu màxim Elo va ser de 2529 punts, a la llista de gener de 2006 (posició 440 al rànquing mundial).

## Resultats destacats en competició
Meijers juga als escacs des dels 10 anys. El seu primer entrenador fou I. Dambitis. Obtingué el títol de Mestre Internacional el 1993. El 2000 es proclamà campió de Letònia.

### Participació en competicions per equips
Viesturs Meijers ha participat, representant Letònia, a les següents olimpíades d'escacs:
- El 2000, al quart tauler a la 34a Olimpíada a Istanbul (+3, =7, -3);
- El 2004, al primer tauler suplent a la 36a Olimpíada a Calvià (+5, =2, -2);
- El 2006, al quart tauler a la 37a Olimpíada a Torí (+3, =3, -4);
- El 2008, al tercer tauler a la 38a Olimpíada a Dresden (+5, =3, -1);
- El 2010, al tercer tauler a la 39a Olimpíada a Khanti-Mansisk (+3, =3, -3).

També ha participat en el campionat d'Europa per equips:
- El 2001, al primer tauler suplent a León (+3, =3, -1).